# إيمسلاند
إمسلاند (بالألمانية: Emsland) هي منطقة في ولاية سكسونيا السفلى في ألمانيا سميت على اسم نهر إمس. يحدها من جهة الشرق أقضية لير كلوبنبورغ و أوسنابروك، من جهة الجنوب ولاية شمال الراين-وستفاليا (قضاء  شتاينفورت)، ومن جهة الغرب قضاء بينثيم ودولة هولندا (مقاطعتي درينثي و جرونينجن).

## روابط خارجية
- Official website (بالالمانية)
- Emslandmarkt Businessguide (بالالمانية)
- Touristical website (ألماني، إنجليزي، هولندي)